# Jennifer Brady
Jennifer Brady (født 12. april 1995 i Harrisburg, Pennsylvania, USA) er en professionel kvindelig tennisspiller fra USA.